# Doyle Bramhall II
Doyle Bramhall II – Ifjabb Doyle Bramhall (Austin, Texas, 1968. december 24. –) amerikai blues/rock zenész, énekes, gitáros.

## Kezdetek
A texasi Austinban született 1968-ban. Édesapja, Doyle Bramhall (Senior) (idősebb) a blues legenda, Lightning Hopkins dobosa volt emellett Stevie Ray Vaughan és Jimmie Vaughan mellett is gyakran közreműködött.
Doyle csupán 16 éves volt mikor már Jimmie Vaughan-nel és bandájával, a Fabulous Thunderbirds-el turnézott, mint gitáros. Ezt követően (a szintén texasi) Charlie Sexton rockbandájával zenélt, az Arc Angels-el. A banda a kritikusok elismerését is kivívta, emellett zenéjükben jól hallható Stevie Ray és bandája, a Double Trouble hatása. Felesége Susannah Melvoin, két gyerekük van: India és Susannah Bramhall.

## Saját út
Doyle a Jellycreammel 1999-ben debütált, melynek következményeképp Roger Waters és Eric Clapton is felkereste az ifjabbik Bramhallt.
Doyle Roger Watershez csatlakozott nyári turnéján, miközben Clapton két dalát is felhasználta a blues legenda B.B. King-el készült albumán, a "Riding With The King"-en.
(Marry You, I Wanna Be).
Az Riding With The King album készítésekor Doyle és felesége, Susannah Melvoin és Clapton közös munkájából született meg a "Superman Iside" a Reptile című új Clapton albumra (Doyle természetesen játszik is az albumon).
Majd Doyle a Smokestack nevű bandával játszott, melyet pár éve hozott össze. Ezt követően rögzítették a Welcome című albumot. * Dalok az albumról: Green Light Girl, Soul Shaker, So You Want It To Rain, Send Some Love.
Az albumon közreműködik Chris Bruce basszusgitáros, Susannah Melvoin mint háttérénekes és J.J. Johnson a doboknál. Mivel az album nem hozta meg a megfelelő anyagi sikert a kiadójának, kidobta a Geffen Records. Azonban később, 2006-ban oszlopos tagja lett Eric Clapton Back Home turnéjának, illetve a szintén 2006-os, Andrew Shapter rendezte Before the Music Dies című zenés dokumentumfilmben. Szerepelt a 2007-es Crossroads Gitár Fesztiválon, már új felállással.

## Diszkográfia

### Saját albumok
- 1992 Arc Angels (Geffen Records)
- 1996 Doyle Bramhall II (Geffen Records)
- 1999 Jellycream (RCA Records)
- 2001 Doyle Bramhall II & Smokestack: Welcome (RCA Records)
- 2016 Rich Man
- 2018 Shades

### Közreműködött
- 1994 Doyle Bramhall: Bird Nest on the Ground (Antone's Records)
- 1999 Meshell Ndegeocello: Bitter (Warner Brothers Records)
- 2000 Roger Waters: In the Flesh Live (Columbia Records)
- 2000 B.B. King & Eric Clapton: Riding With The King (Warner Brothers records)
- 2001 Double Trouble: Been a Long Time (Tone Cool Records)
- 2001 Eric Clapton: Reptile (Reprise Records)
- 2002 Sheryl Crow: C'Mon, C'Mon (Interscope Records)
- 2003 Boyd Tinsley: True Reflections (RCA)
- 2004 Eric Clapton: Me & Mr Johnson (Warner Bros)

### Soundtrack-ek
- 2001 America's Sweethearts (Send Some Love)
- 2001 Driven (Green Light Girl)

### Filmszerepek
- 2004 Crossroads Guitar Festival (Rendezte: Ron de Moraes)
- 2006 Before the Music Dies (Rendezte: Andrew Shapter)